# 第21航空母艦分艦隊
第21航空母艦分艦隊（英語：21st Aircraft Carrier Squadron）是存在于1945年3月至同年12月期間的英國皇家海軍航空母艦分艦隊。
在第21航空母艦分艦隊存在之期間，組成此分艦隊的艦艇通常包括：一艘作為旗艦的狄多級輕巡洋艦（Dido class），四到五艘攻击者级（Attacker Class）和统治者级护航航空母舰（Ruler Class）以及四艘不同級別的驅逐艦。在德古拉行動（Operation Dracul）期間，第21航空母艦分艦隊還多增加一艘狄多級輕巡洋艦以支援主力部隊。 

## 歷史
第21航空母艦分艦隊成立於1945年3月，作為英國皇家海軍派往印度洋的增援艦隊之一部分，其被分配到東印度艦隊，由海軍少將傑弗里·奧利弗擔任指揮官。1945年4月25日，第21航空母艦分艦隊參加了德古拉行動，它的職責是在行動的初始階段提供英軍的日間空中掩護，直到1945年5月。從1945年8月10日到1945年8月15日，第21航空母艦分艦隊參加了卡森行動（Operation Carson）。該分艦隊一直存在到1945年12月才解散。